# Denis Auguin
Pour les articles homonymes, voir Auguin.
Denis Auguin, né  le 28 avril 1970, est un entraîneur de natation sportive.

## Biographie
Son père est professeur d'éducation physique et sportive et sa mère maître-nageur.
Depuis 2000 au Cercle des nageurs de Marseille, puis au Cercle des nageurs d'Antibes à partir de 2006, il entraîne Alain Bernard qui remporte son premier titre olympique en 100 mètres aux Jeux olympiques de Pékin, en 2008.
Il est également connu pour ses prises de position contre les combinaisons de nage, notamment lors de l'utilisation de modèles non homologués aux championnats de France de 2009.
Durant les Jeux olympiques d'été de 2016, il commente les épreuves de natation, sur Canal+, aux côtés de Éric Besnard et Alain Bernard avec Philippe Groussard pour les interviews.
À partir de 2021, il est entraîneur national à la FFN. Il est nommé responsable de la relève en équipe de France, c'est-à-dire qu'il doit identifier les nageurs qui seront performants au cours des prochaines années, même au-delà des Jeux olympiques de Paris 2024.